# 190 Dywizja Piechoty (III Rzesza)
190 Dywizja Piechoty (niem. 190. Infanterie-Division) – niemiecka dywizja z czasów II wojny światowej, sformowana na mocy rozkazu z 4 listopada 1944, poza falą mobilizacyjną w Neumünster w X Okręgu Wojskowym.

## Struktura organizacyjna
- Struktura organizacyjna w listopadzie 1944:

1224., 1225. i 1226 pułk grenadierów, 890 pułk artylerii, 1190 batalion pionierów, 190 batalion fizylierów, 1190 oddział przeciwpancerny, 1190 oddział łączności, 1190 polowy batalion zapasowy;

## Dowódcy dywizji
- Generalleutnant Ernst Hammer 4 XI 1944 – 13 IV 1945;